# Sporting nazairien rugby
Ne doit pas être confondu avec le Saint-Nazaire ovalie, club créé en 2016.
Maillots
Le Sporting nazairien rugby (connu sous ce nom de 1966 à 2014, auparavant Sporting Club nazairien puis Saint-Nazaire rugby Loire-Atlantique) est un club français de rugby à XV basé à Saint-Nazaire.
Le club disparaît au cours de la saison 2016-2017, après avoir fait l'objet d'une liquidation judiciaire.

## Histoire
La pratique du rugby est née en 1908 à Saint-Nazaire, sous le nom de Sporting Club nazairien.
Alors que le club omnisports, qui faisait cohabiter football et rugby, est dissous en 1966, cette dernière section prend son indépendance sous le nom de Sporting nazairien rugby.
À noter que les premiers dirigeants et entraîneurs du Sporting nazairen rugby d'alors, étaient natifs majoritairement du Sud-Ouest. Souvent artisans, enseignants, commerçants ils avaient rejoint la ville à l'après-guerre et participèrent à sa reconstruction.
Le SNR domine le rugby en Pays de la Loire, passant de la Fédérale 3 à l’élite du rugby amateur, la 1re division fédérale ou Fédérale 1, en moins de cinq ans (2000-2005), se qualifiant pour les huitièmes de finale en 2006 (défaite face au FC Grenoble), pour les play-offs en 2009 et pour les huitièmes de finale en 2013 où, malgré une victoire face à l'US Romans-Péage sur le terrain, il a été éliminé de la phase finale pour raison administrative.
En 2014, le club est devenu le Saint-Nazaire rugby Loire-Atlantique, afin de mieux se distinguer parmi les autres communes homonymes de Saint-Nazaire que compte la France.
Le 9 novembre 2016, le club est placé en liquidation judiciaire ; alors que la saison 2016-2017 de Fédérale 1 est en cours, l'équipe est contrainte de déclarer forfait.
Pour pallier l'absence d'un club de rugby dans la ville de Saint-Nazaire, un nouveau club est créé le 28 novembre 2016 : le Saint-Nazaire ovalie. La création est officiellement reconnue par la Fédération française de rugby en tant que nouveau club lors du comité directeur du 14 décembre 2016.

## Identité visuelle

### Logo

Logo du Sporting nazairien rugby.
Logo du Saint-Nazaire rugby Loire-Atlantique de 2014 à 2016.

## Palmarès
- Fédérale 3 :
  - Finaliste : 2001.
- Championnat de France junior Balandrade :
  - Champion : 2015[6].

## Infrastructures
Le centre de formation, est créé en 2003, puis labellisé FFR l'année suivante. Il accueille chaque année une vingtaine de stagiaires pensionnaires ou externes des catégories cadets, juniors et séniors, principalement issus du club.  
Le stade du Pré-Hembert a été inauguré en 2004 à l'occasion de la montée en fédérale 1. Il comporte un terrain d'honneur. Il bénéficie d'une tribune couverte de 2 000 places assises et d'une tribune paysagère de 1 000 places. Il abrite également le club-house appelé Espace Maryvonne qui permet de recevoir les supporters avant et après les rencontres tandis qu'un salon réceptif couvert, intitulé Espace Bernard de Saint-Blanquat, du nom de l'emblématique président décédé en 2007, qui a fait évoluer son club vers la fédérale 1, a été ouvert en 2013. 
Il permet l'accueil des rassemblements de partenaires et réceptions diverses, leurs réunions et travaux d'entreprises (sessions de formation, séminaires etc) - les moyens audio, vidéo et wifi y sont disponibles. 
Deux autres terrains sont utilisés pour les entraînements.
Un terrain synthétique réservé à l'entraînement et aux rencontres de jeunes complète l'infrastructure.